# Argentera
Argentera (L'Argentéra in piemontese, L'Argentiera in occitano) è un comune italiano sparso di 78 abitanti della provincia di Cuneo in Piemonte.

## Geografia

### Geografia fisica
Il comune si trova in un vasto territorio sparso nell'alta valle Stura di Demonte, in una vallata che si snoda sulle sponde dello Stura. Nel territorio sono presenti alcune vette importanti quali l'Oserot, di 2.860 m, l'Enciastraia, di 2.955 m, e la Rocca dei Tre Vescovi di 2.867 m. È formato principalmente da terreni coltivati ad ortaggi e da prati nelle aree vicine agli abitati, da boschi di conifere, larici e pino montano su una parte dei due versanti che formano la valle, infine da pascoli per bovini e ovini ai piedi delle rocce.

### Geografia antropica
Argentera è un comune sparso: a monte dell'abitato si trova la frazione Grange, una borgata formata da edifici in rovina testimonianti la peculiare tipologia abitativa delle case alpine: muri in pietra, aperture di dimensioni ridotte, porte e finestre in legno e tetti con le tradizionali scandole in legno. Il borgo venne distrutto da un incendio durante la seconda guerra mondiale. Bersezio è l'abitato più popolato del comune e da qualche anno sede municipale. Attorno alle antiche case con tetti spioventi, possiamo osservare i lavori di spietramento realizzati in passato dagli abitanti: in parte sono stati cancellati dalle costruzioni realizzate per l'installazione degli impianti di risalita situati nelle immediate vicinanze del paese.
Ferrere è un piccolo villaggio situato a quota 1.900 m in una vasta conca ricca di pascoli a poca distanza dal confine con la Francia. Dal colle del Ferro e dal vicino colle del Puriac transitano antiche strade di pellegrinaggio e di emigrazione. L'abitato, ora raggiungibile con una normale strada carrozzabile, è uno dei sempre più rari esempi di architettura alpina, sia per la disposizione delle costruzioni, sia per la tipologia abitativa. Infine Prinardo e Serre, due piccole borgate rurali: la prima è adiacente al fiume Stura: alcune case attorno alla cappella di Santa Maria Maddalena. La seconda si trova a breve distanza da Severagno [Servagno], un'antica borgata di cui ormai rimane in piedi solo qualche rudere.

## Storia
Il toponimo suggerisce che nella zona in un lontano passato fossero aperte miniere per la ricerca e l'estrazione dei metalli, tra cui l'argento. Il capoluogo si trova sulla statale 21, ai piedi dei tornanti che portano al Colle della Maddalena, a circa un'ora di viaggio in auto da Cuneo (60 km circa).

### Simboli
Lo stemma e il gonfalone del comune di Argentera sono stati concessi con decreto del presidente della Repubblica del 26 gennaio 1987.
Il piccone fa riferimento al lavoro nelle miniere di piombo argentifero presenti nelle vicinanze.

## Società

### Evoluzione demografica
Abitanti censiti

### Feste e fiere
- Festa dei santi Pietro e Paolo
- Fiera occitana (la terza domenica di agosto)
- Festa del Benedetto Crocifisso

## Economia
È meta di molti gruppi che frequentano le case alpine delle parrocchie cuneesi del Sacro Cuore di Gesù, del Cuore Immacolato di Maria (in Argentera) e quello di Santa Maria (in Bersezio), il campeggio di Vezza d'Alba, il campeggio parrocchiale di Villanova Mondovì ed alcuni gruppi di scout per lo più AGESCI.

## Monumenti e luoghi d'interesse
Interessante è la parrocchiale di San Pietro, risalente al XVI secolo, che custodisce il crocefisso del Beat Crist (Benedetto Crocifisso), a cui la popolazione è particolarmente devota. In località Bersezio è degna di nota la parrocchiale di San Lorenzo, che risulta priorato indipendente dal XIII secolo dal monastero di San Teofredo in Velay.

### Architetture religiose
- Chiesa parrocchiale dei Santi Pietro e Paolo, al cui interno è situato il Benedetto Crocifisso.
- Chiesa parrocchiale di San Lorenzo, in località Bersezio.

## Infrastrutture e trasporti
- Strada statale della Maddalena

## Cultura
Al paese è legato il nome di Francesco Besucco, pastorello allievo di Don Bosco del quale il santo scrisse una biografia.

### INouvè
Negli anni trenta Monsignor Riberi, sacerdote e storico cuneese, ritrovò nei locali dell'archivio parrocchiale di Sambuco in un manoscritto di inizio '500 alcuni canti natalizi scritti ad Argentera in occitano. I Nouvè (appunto "canti di Natale") facevano (e fanno ancora adesso) parte dei tradizionali riti delle festività natalizie: nei giorni di Natale si mettevano in scena piccole rappresentazioni teatrali accompagnate da musiche e da canti. Riberi trovò solamente i testi dei canti, a partire dagli anni sessanta alcuni musicisti provarono a metterli in musica, la versione più nota è sicuramente quella di Sergio Berardo. Altre raccolte famose di Nouvè sono quelli de Chanal (ritrovati a Chianale) e quelli del poeta Nicolas Saboly.

### La parrocchia
La parrocchia di Argentera nasce il 12 marzo 1545 per editto di mons. Gerolamo Vechiano, vicario del cardinal Innocenzo Cybo arcivescovo di Torino. Il territorio è estratto dalla parrocchia di Bersezio distante circa tre chilometri da Argentera, la distanza rendeva difficoltoso, soprattutto d'inverno, lo spostamento dei fedeli per le celebrazioni nella parrocchiale di San Lorenzo. La parrocchia come tutte quelle della Valle Stura rimase sotto la giurisdizione di Torino fino al 1817 quando venne istituita la diocesi di Cuneo.

## Amministrazione
| Periodo          | Periodo          | Primo cittadino      | Partito                                 | Carica              | Note  |
| ---------------- | ---------------- | -------------------- | --------------------------------------- | ------------------- | ----- |
| 22 luglio 1985   | 10 giugno 1990   | Luigi Angelo Javelli | Partito Socialista Italiano             | Sindaco             | [ 8 ] |
| 10 giugno 1990   | 24 aprile 1995   | Luigi Angelo Javelli | Partito Socialista Democratico Italiano | Sindaco             | [ 8 ] |
| 24 aprile 1995   | 14 giugno 1999   | Luigi Nardi          | Indipendente                            | Sindaco             | [ 8 ] |
| 14 giugno 1999   | 14 giugno 2004   | Arnaldo Giavelli     | Indipendente                            | Sindaco             | [ 8 ] |
| 14 giugno 2004   | 8 giugno 2009    | Arnaldo Giavelli     | Lista civica                            | Sindaco             | [ 8 ] |
| 8 giugno 2009    | 25 maggio 2014   | Daniele Tallone      | Centro-destra                           | Sindaco             | [ 8 ] |
| 25 maggio 2014   | 29 agosto 2016   | Arnaldo Giavelli     | Lista civica Uniti per Argentera        | Sindaco             | [ 8 ] |
| 15 dicembre 2016 | 20 febbraio 2017 | Francesco D'Angelo   |                                         | Comm. prefettizio   | [ 8 ] |
| 20 febbraio 2017 | 12 giugno 2017   | Francesco D'Angelo   |                                         | Comm. straordinario | [ 8 ] |
| 12 giugno 2017   | 12 giugno 2022   | Monica Ciaburro      | Lista civica Oggi e domani              | Sindaco             | [ 8 ] |
| 12 giugno 2022   | in carica        | Monica Ciaburro      | Lista civica Oggi e domani              | Sindaco             | [ 8 ] |

## Galleria d'immagini

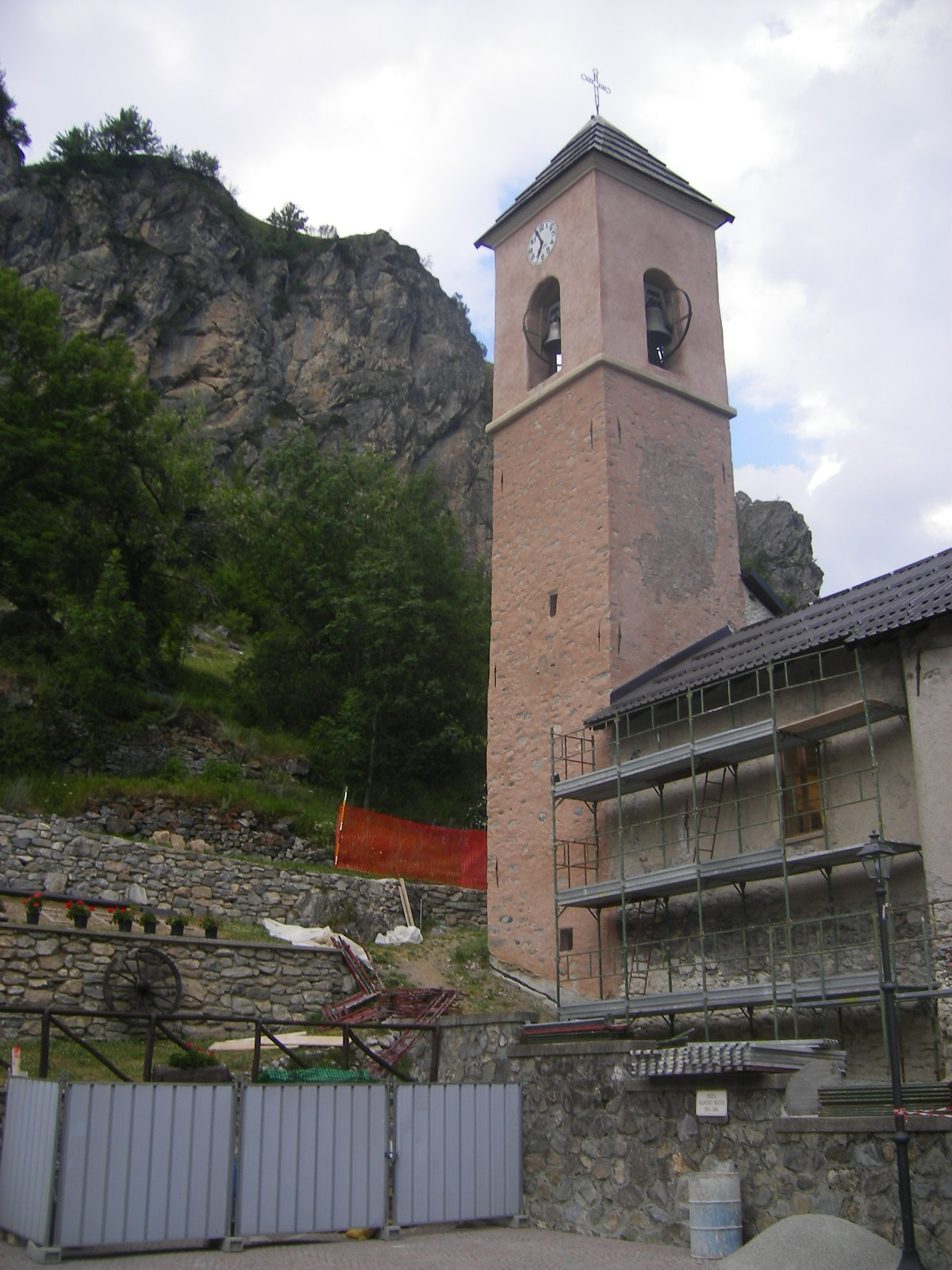
Argentera.
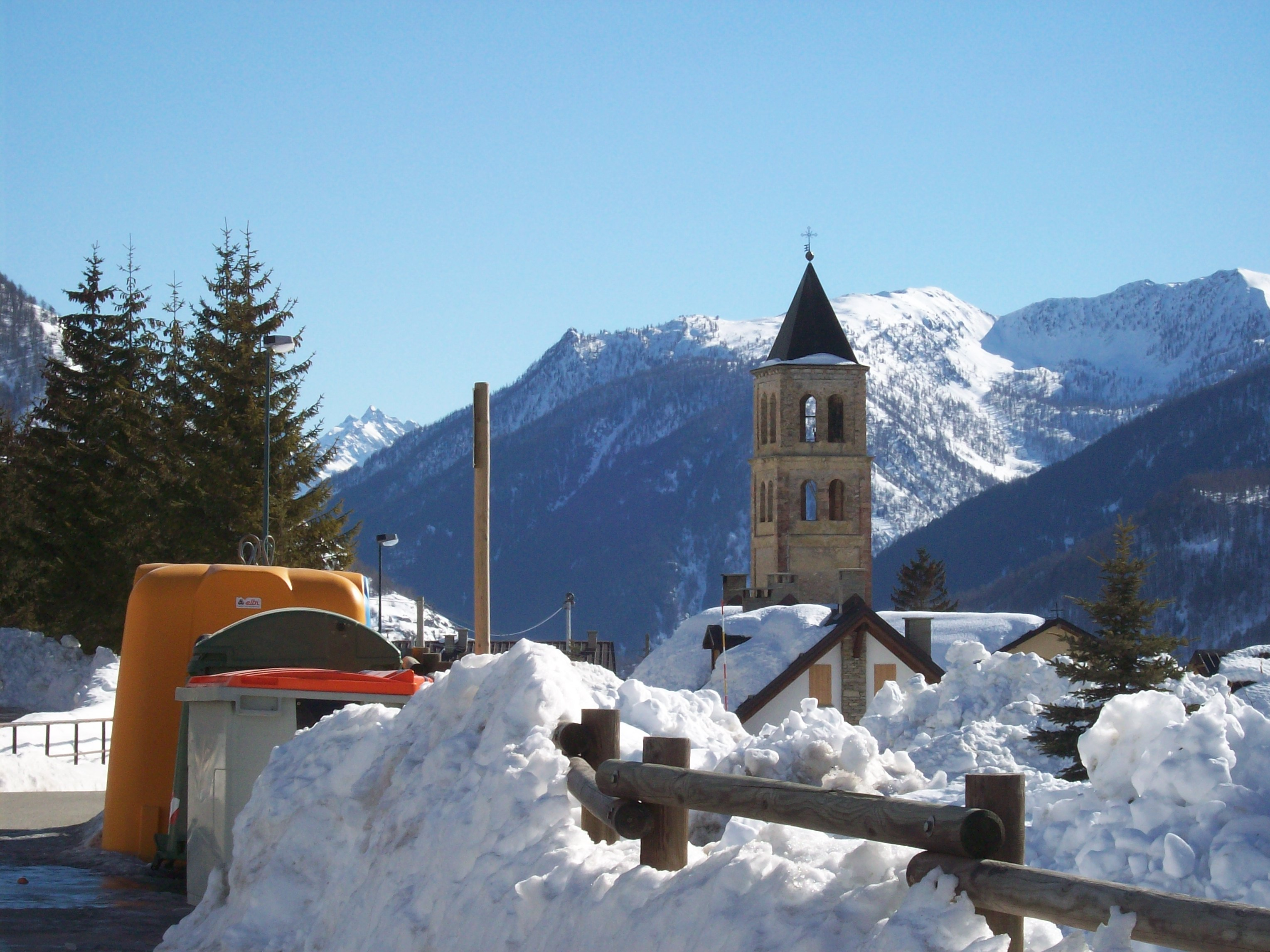
Frazione Bersezio.
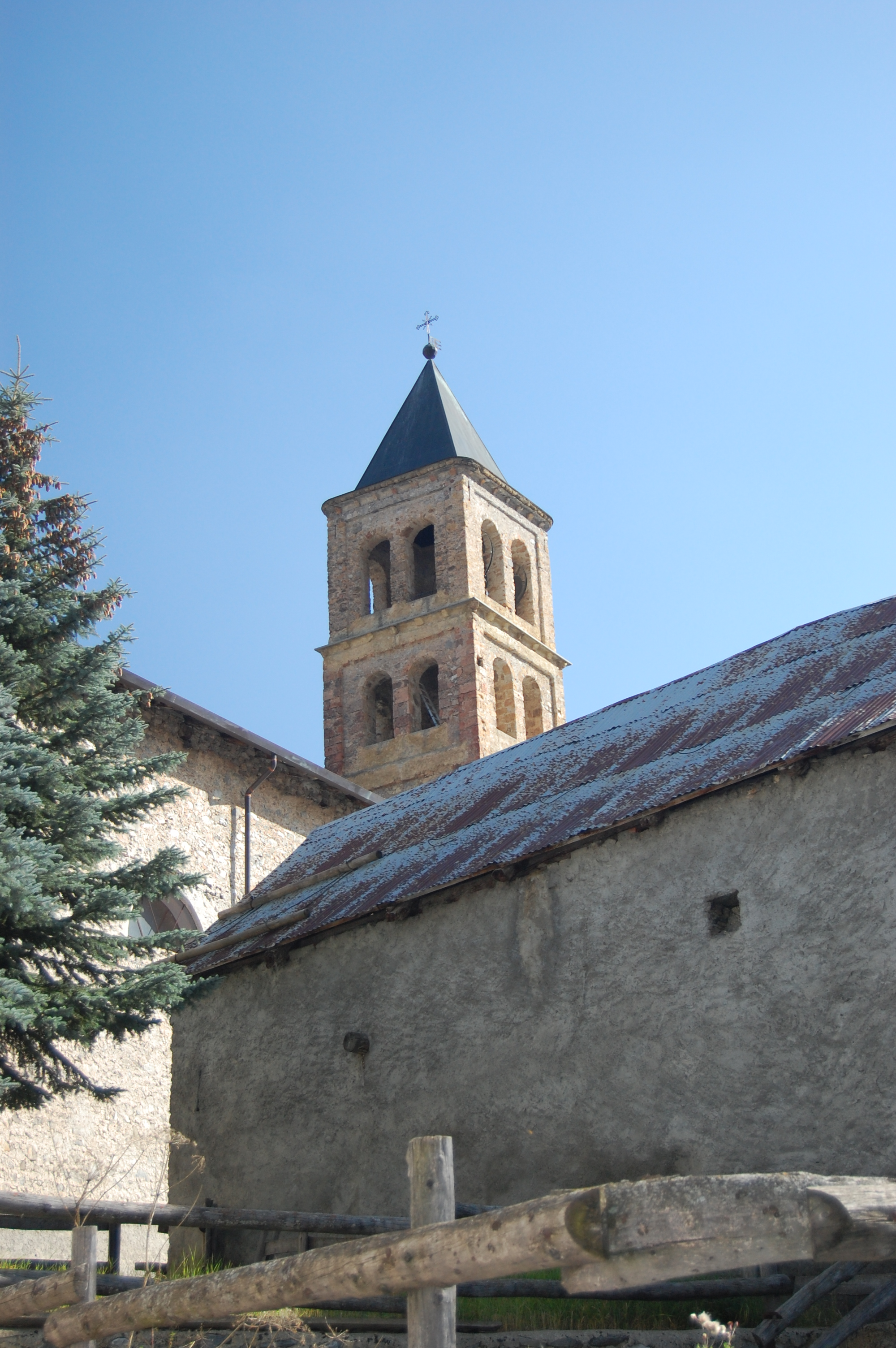
Bersezio il suo campanile.
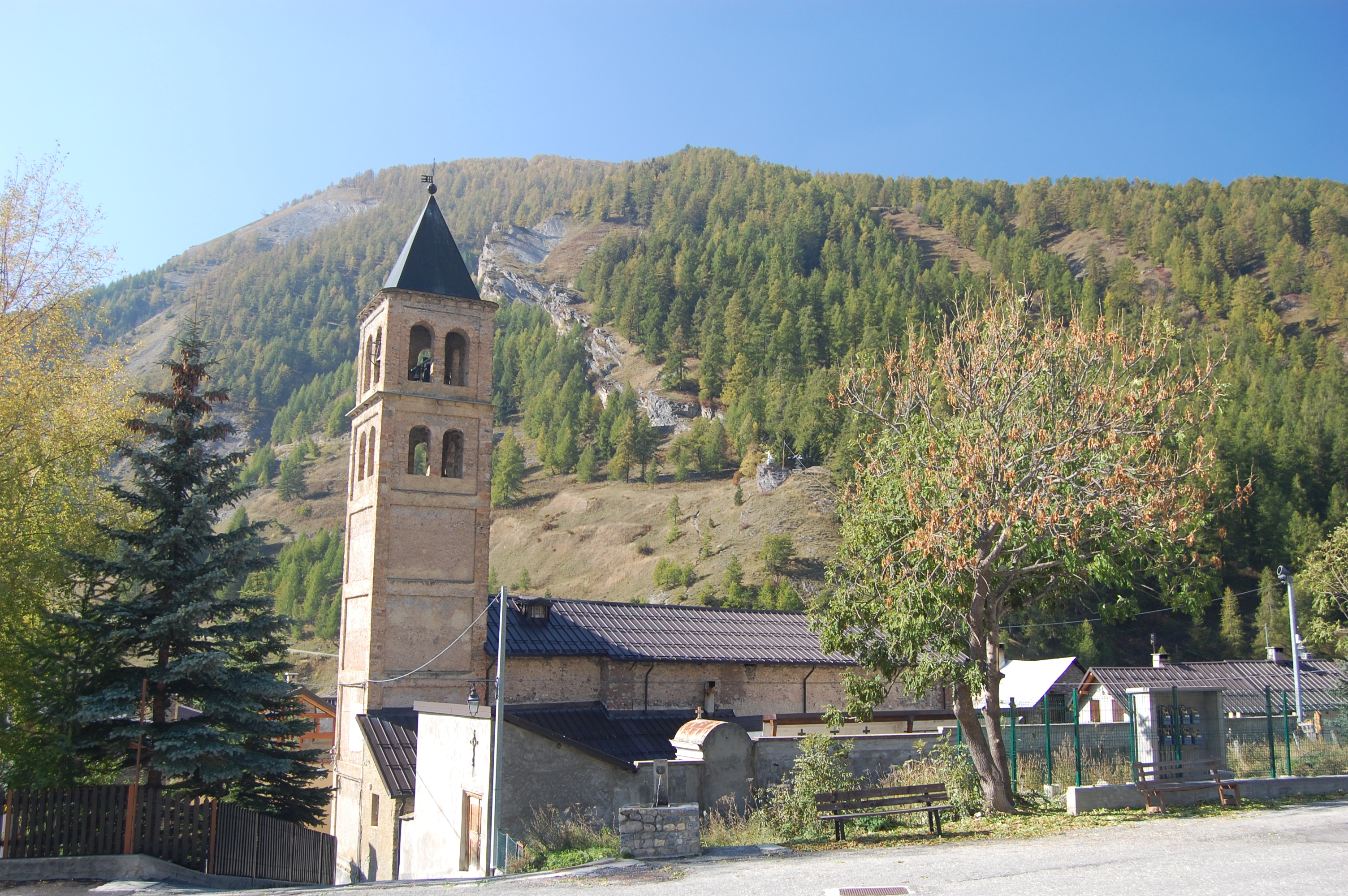
Bersezio paese e la sua chiesa
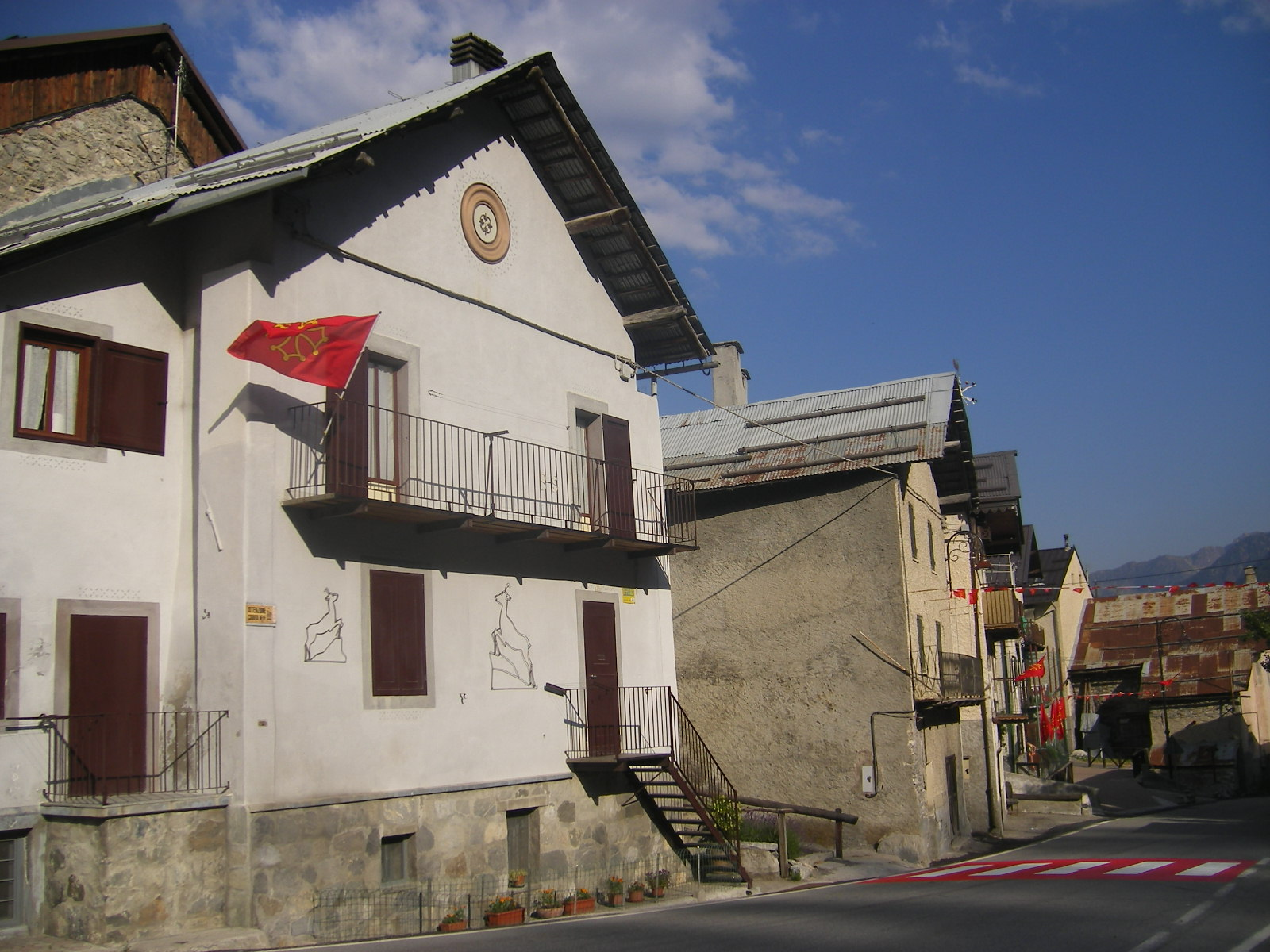
Frazione Bersezio.
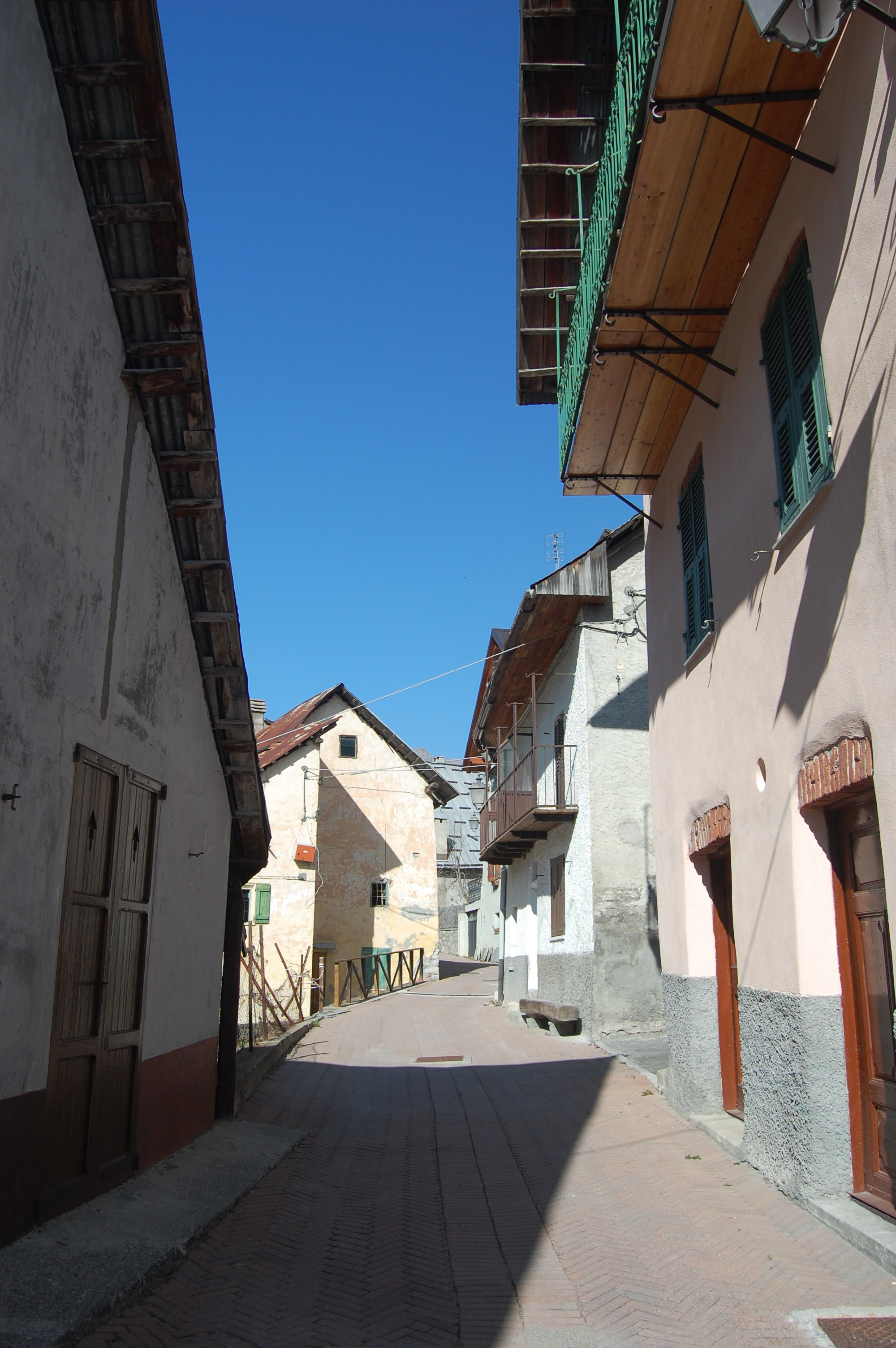
Bersezio paese.
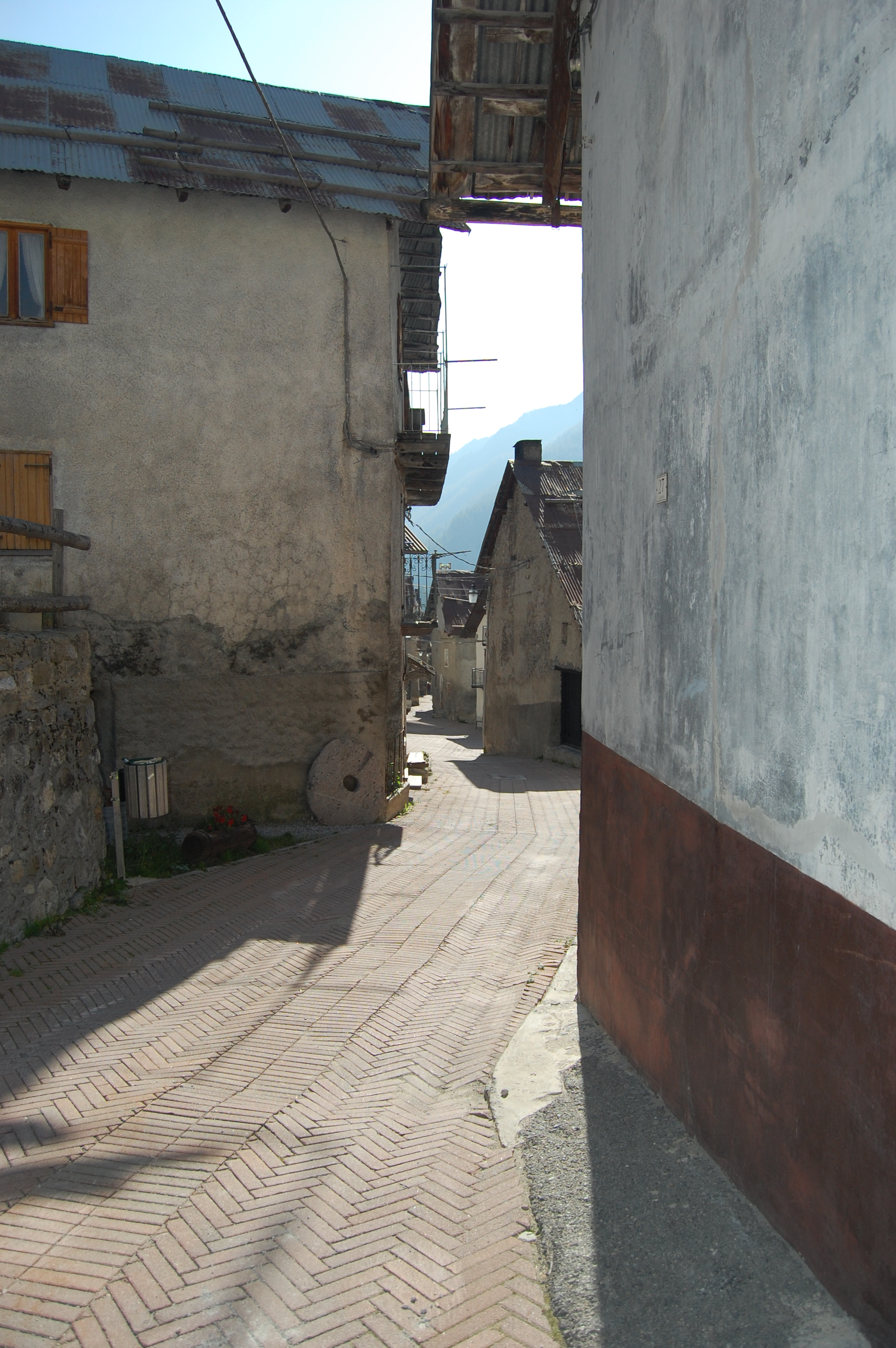
Bersezio paese.
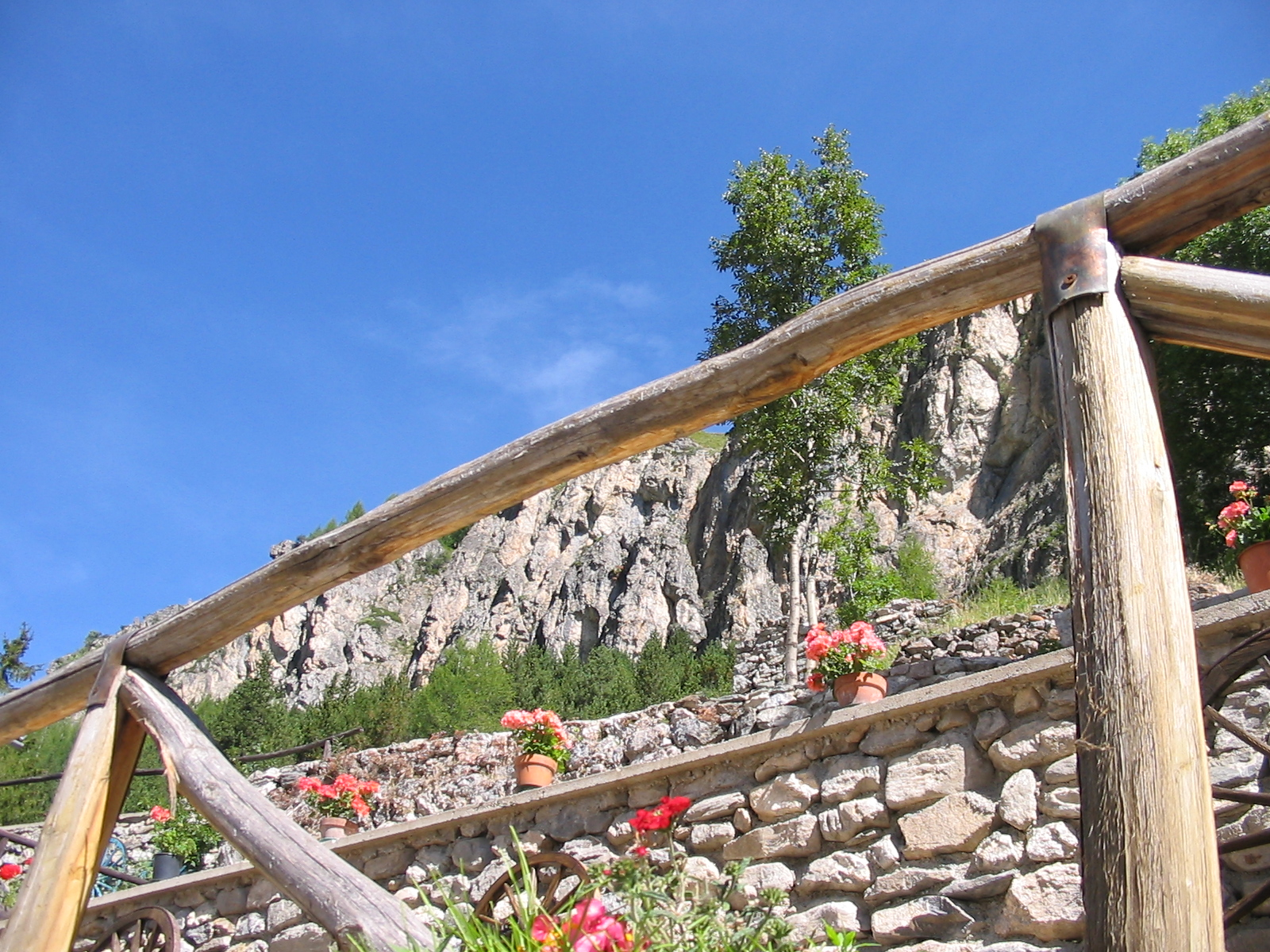
Panorama da Piazza Besucco in centro ad Argentera verso il pianoro della Tinetta
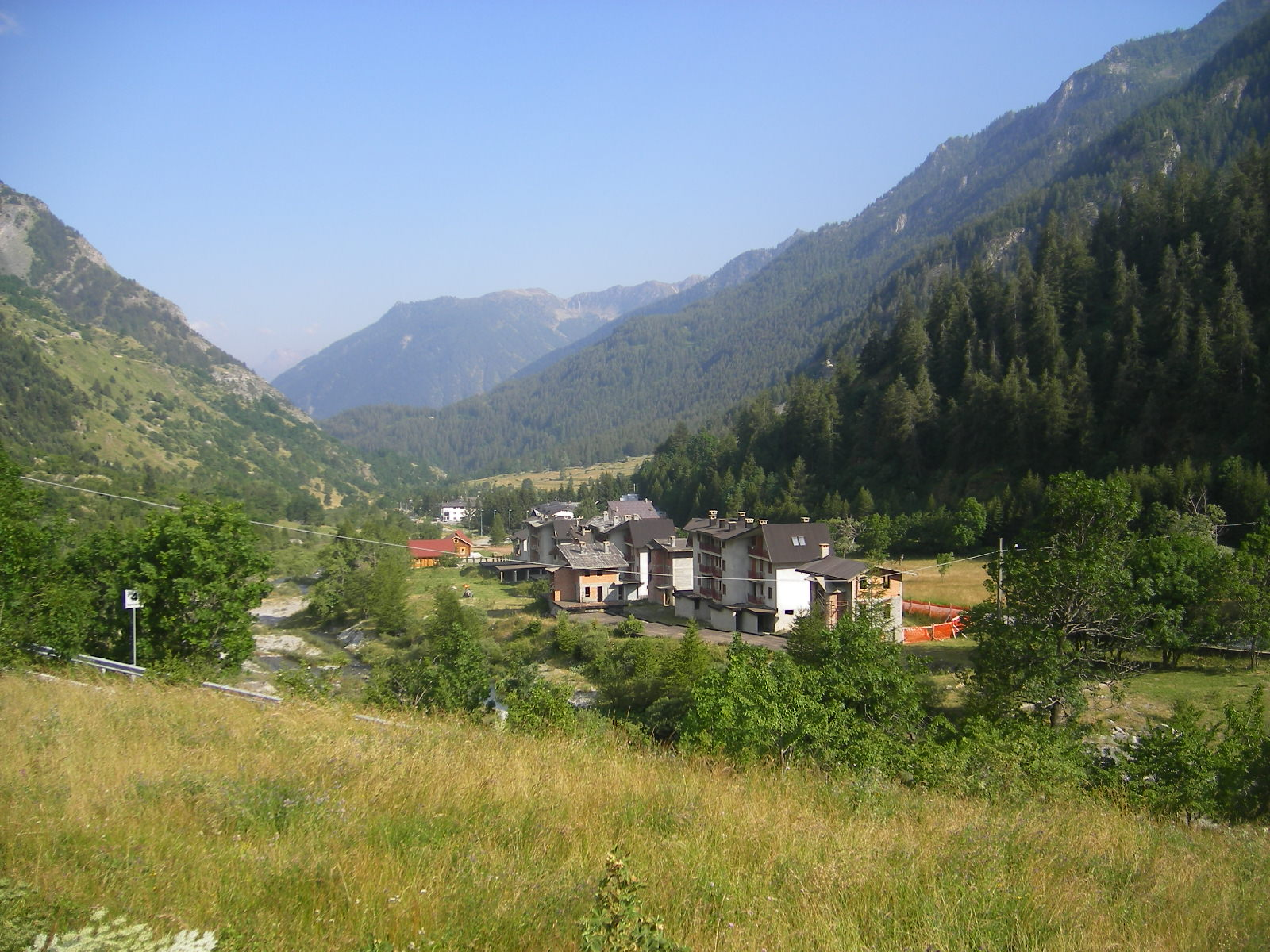
Frazione Prinardo.
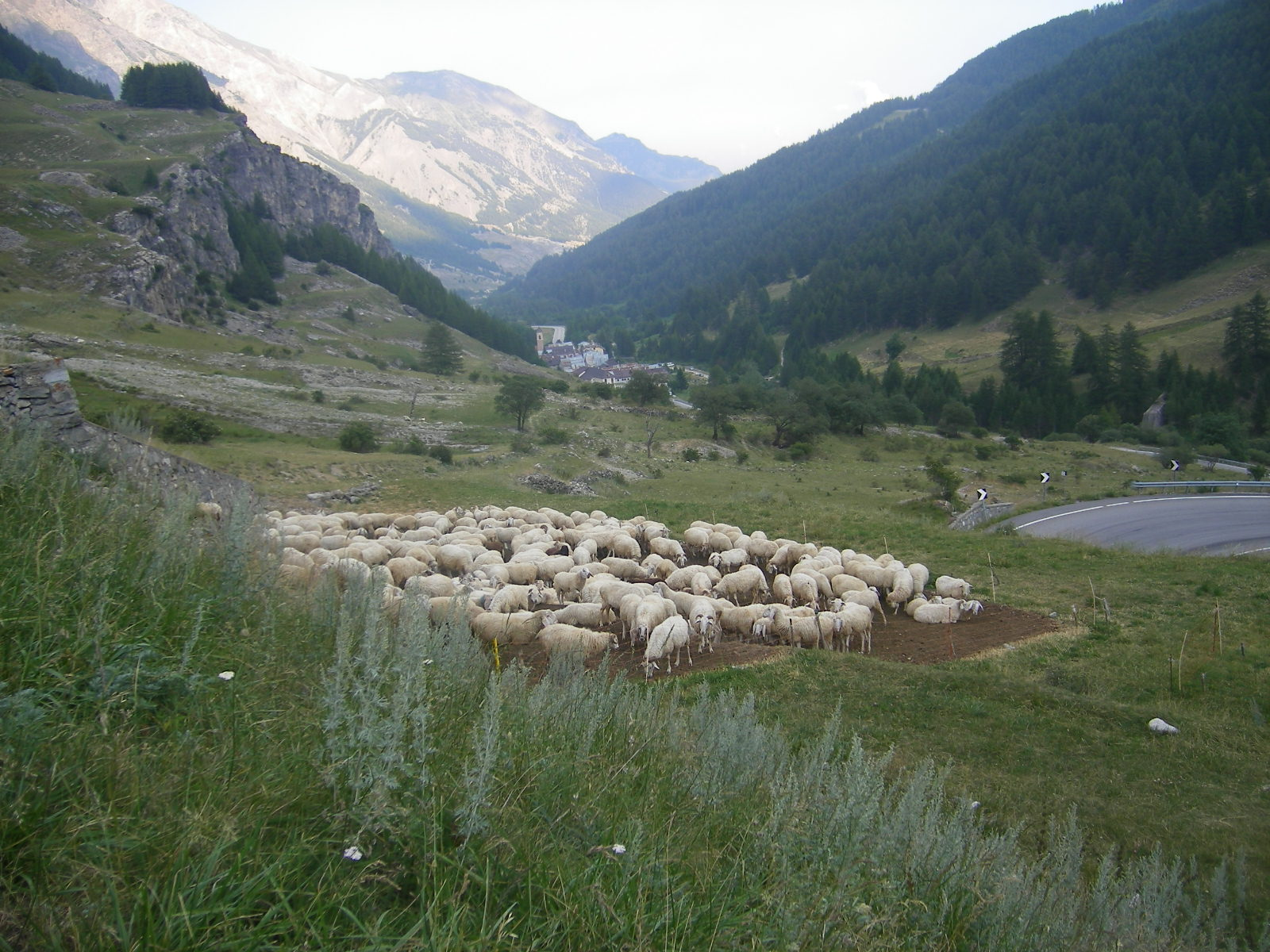
Argentera (paesaggio).
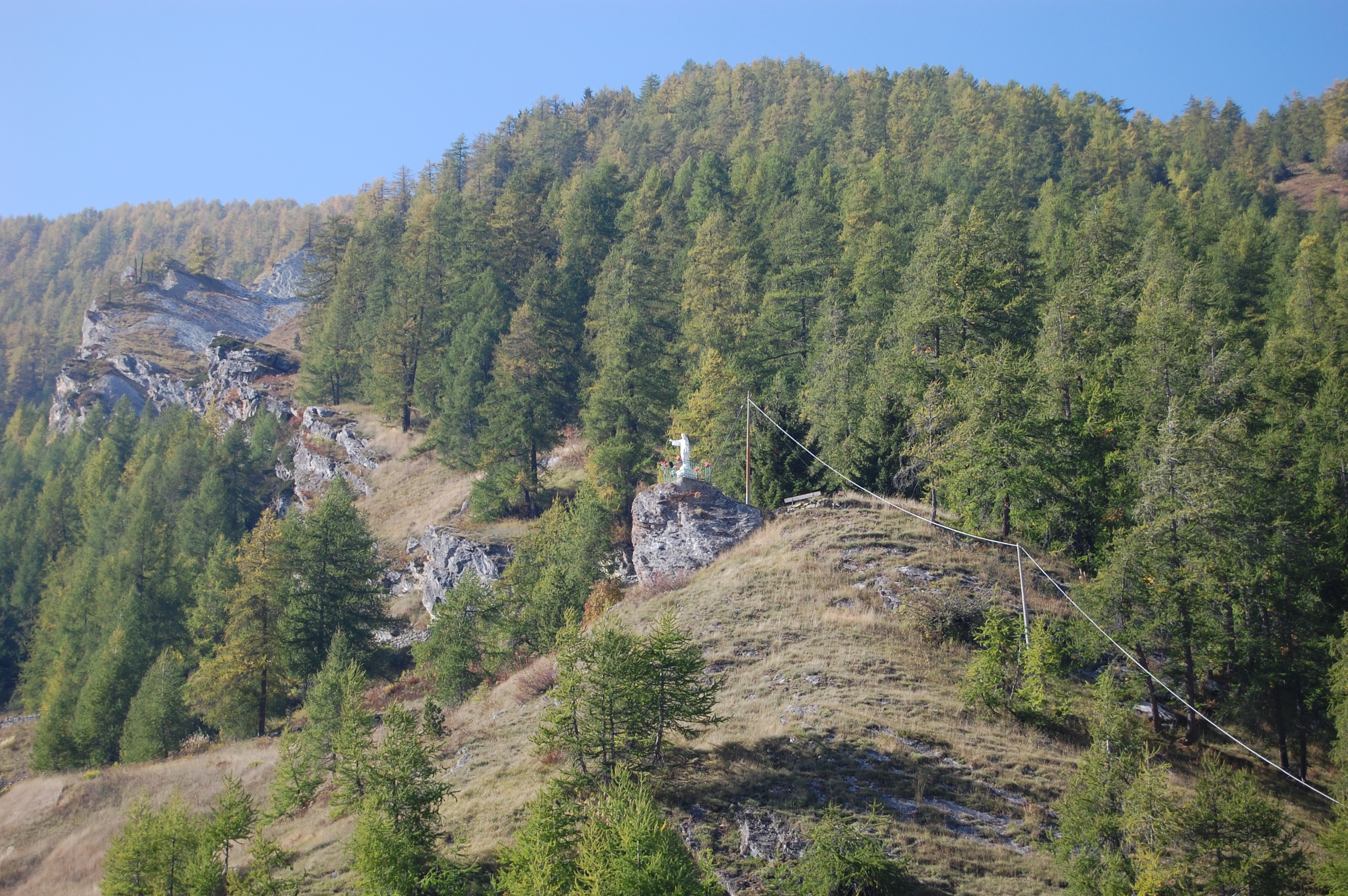
Bersezio, Cristo